# 千鳥屋総本家
千鳥屋総本家株式会社（ちどりやそうほんけ）は、かつて存在した日本の製菓業者。

## 歴史
千鳥屋の系列にある企業の1つで、千鳥屋を創業した原田政雄・ツユ夫妻の長男・原田良康が設立した企業。東京都豊島区駒込に1964年（昭和39年）に開店した「東京千鳥屋」が前身であり、1992年（平成4年）に「千鳥屋総本家」として株式会社化した。
関東圏に店舗を展開していたが、2012年（平成24年）ごろから資金繰りが悪化し始め、2014年（平成26年）ごろに大口取引が打ち切られると一段と悪化し、2016年（平成28年）5月16日に東京地裁に民事再生法の適用を申請した。負債総額は債権者約180名に対して約23億円。同年6月に新旧分離を実施。良康は破産手続きを行なった。2代目社長には良康の娘の原田季和が就いた。
神戸の中古車販売会社ジーライオングループの傘下となり、事業は新たに設立された千鳥屋総本家株式会社へ譲渡され、千鳥屋総本家株式会社は2016年8月24日に（新）千鳥屋総本家株式会社へ商号変更された。（旧）千鳥屋総本家株式会社は2016年8月22日にTB管理株式会社へ商号変更され、本社を東京都千代田区丸の内へ移転した。2022年までに、事業譲渡された中古車販売会社であるジーライオングループはのちに千鳥屋関連事業を廃業し、全店閉鎖した。
良康は総本家の経営から退いた後、妻で元専務の原田万紗子（立花寛治の曾孫）とともにツユの別荘がある糸島市に転居し、「千鳥屋糸島別荘」の屋号で食品販売をしている。

## 沿革
これ以前の沿革は、千鳥屋#沿革を参照。
- 1964年（昭和39年） - 千鳥屋が東京都豊島区に「東京千鳥屋」を出店。
- 1992年（平成4年） - 千鳥屋総本家を設立。不動産売買・賃貸業を目的に東京千鳥屋ビル株式会社を設立。
- 2009年（平成21年） - 原田良康が所有していた豊島区駒込の本店ビル及び川口工場、蕨工場の不動産を東京千鳥屋ビルが買取[3]
- 2014年（平成26年） - 東京千鳥屋ビル株式会社が（旧）千鳥屋総本家株式会社を吸収合併し、東京千鳥屋ビルの商号を千鳥屋総本家（2代）へ変更。
- 2016年（平成28年）
  - 5月 - 東京地裁に民事再生法の適用を申請。
  - 6月 - 新旧分離を実施。事業を新たに設立された千鳥屋総本家株式会社（新社）へ譲渡。
  - 8月 - 千鳥屋総本家株式会社（旧社）を千鳥屋総本家株式会社（新社）へ商号変更し、同時に千鳥屋総本家株式会社（旧社）はTB管理株式会社へ商号変更。
- 2019年（令和元年） - 板橋工場閉鎖、廃業。

## 扱っていた主な商品
和菓子
- 千鳥饅頭
- かすていら
- 丸ボーロ
- 隅田川
- 東京あずきグラッセ 薄露
- 花つづみ

洋菓子
- チロリアン
- フィルデン
- フィナンシェ
- モンドセレクション

## 閉鎖した工場
廃業に伴い、すべての工場が閉鎖された。
- 駒込工場（東京都豊島区）
- 川口工場（埼玉県川口市）
- 蕨工場（埼玉県蕨市）
- 板橋工場（東京都板橋区）